# 巴萨拉布·潘杜鲁
巴萨拉布·潘杜鲁（羅馬尼亞語：Basarab Panduru，1970年7月11日—），罗马尼亚男子足球运动员，司职中场。他曾代表罗马尼亚国家队参加1994年国际足联世界杯，结果队伍止步八强。